# Jørgen Herman Vogt
Jørgen Herman Vogt, né le 21 juillet 1784 à Bragernes (en) et mort le 12 janvier 1862, est un homme d'État norvégien.
Il est Premier ministre de Norvège entre 1855 et 1858, dans une période d'union personnelle de la Suède-Norvège.

## Liens externes

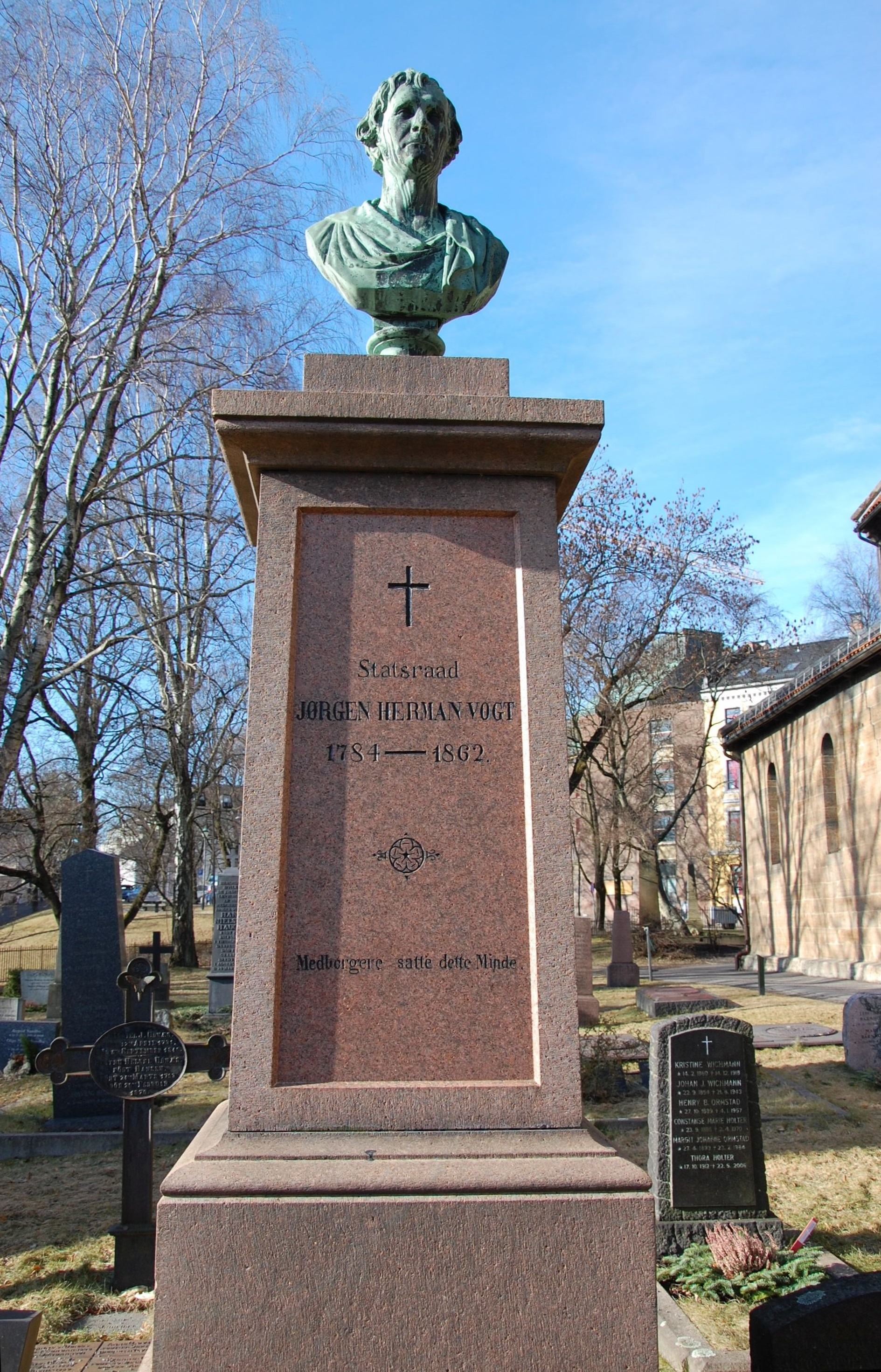
Sépulture